# Balloërkuil
De Balloërkuil (in het Drents Ballerkuul) is een stuifzandlaagte op de grens van de marken Balloo en Rolde. Volgens overlevering werd de kuil in de Germaanse tijd gebruikt voor rechtspraak (ding) en was de Balloërkuil ook de plaats waar vroeger de Etstoel van Drenthe bijeen kwam.
Het landrecht van Drenthe van 1412 noemt de kuil echter niet, wel de plaatsnaam Banlo. Geschiedschrijver Johan Picardt omschrijft de plek in 1660 als 'een kuil, oudtijds in het bos gelegen, ooit gebruikt als vergaderplaats, omgeven door van aarde gemaakte zitplaatsen'. Het was toen een plek waar boeren kadavers van hun vee dumpten.
In 1846 kocht de provincie Drenthe, na initiatief van lokale notabelen, de kuil en het omliggend bos, waarna de kuil de status kreeg van beschermd historisch monument. Nadat in 1895 koningin-regentes Emma en prinses Wilhelmina de Ballerkuil hadden bezocht, werd de kuil een belangrijke toeristische trekpleister. In 1965 kreeg de plek de status van Rijksmonument.
De Statenzaal in het nieuwe provinciehuis in Assen uit 1973 heeft een vorm die geïnspireerd is op de Balloërkuil als historische vergaderplaats.
In de 20e eeuw is door grondonderzoek vastgesteld dat de Balloërkuil niet zó oud is dat hij al in de prehistorie voor rechtspraak kan zijn gebruikt.
Er zijn geen archeologische vondsten gedaan die de historische functie van de locatie aantonen. Een aannemelijker plek voor een etstoel is een nu verdwenen kuil ten zuiden van Balloo, door boeren in de 19e eeuw aangewezen als Drostenkuil. Deze kuil is in 1905 bij de aanleg van de spoorbaan Assen-Stadskanaal vergraven. Archeologisch onderzoek heeft een gebruik als vergaderplaats (nog) niet kunnen bevestigen.
In de in 2018 verschenen "Geschiedenis van Drenthe" wordt eveneens weersproken dat de Balloërkuil gediend zou hebben als vergaderplaats van de Etstoel. De oudst bekende uitspraken van de Etstoel dateren uit 1399 en zijn in Rolde gedaan. Waarschijnlijk is er ooit wel in Ballo vergaderd, maar voor de Balloërkuil als vergaderplaats zijn geen bewijzen gevonden, aldus de schrijvers van de "Geschiedenis van Drenthe. Zij wijzen er op dat de eerste vermelding van Johan Picardt afkomstig is, die over een rijke fantasie beschikte en die de kuil een "duyvelsch orakel" noemde. Onderzoek van Theo Spek in 2004 heeft aangetoond dat de Balloërkuil pas later is ontstaan en nooit gebruikt kan zijn voor de eerste vergaderingen van de Etstoel.